# Coming 2 America
Coming 2 America is een Amerikaanse filmkomedie uit 2021. Het is een vervolg op Coming to America uit 1988. De film wordt geregisseerd door Craig Brewer, naar een scenario van David Sheffield, Barry W. Blaustein en Kenya Barris, gebaseerd op personages gecreëerd door hoofdrolspeler Eddie Murphy.

## Verhaal
Prins Akeem van Zamunda keert terug naar Amerika om op zoek te gaan naar zijn geheime zoon.

## Rolverdeling
| Acteur / Actrice      | Personage                                    |
| --------------------- | -------------------------------------------- |
| Eddie Murphy          | Prins Akeem / Clarence / Saul / Randy Watson |
| Arsenio Hall          | Semmi / Morris / Reverend Brown / Baba       |
| Jermaine Fowler       | Lavelle Junson                               |
| Leslie Jones          | Mary Junson                                  |
| Tracy Morgan          | Oom Reem                                     |
| KiKi Layne            | Meeka                                        |
| Shari Headley         | Lisa                                         |
| Wesley Snipes         | Generaal Izzi                                |
| James Earl Jones      | Koning Jaffe Joffer                          |
| John Amos             | Cleo McDowell                                |
| Teyana Taylor         | Bopopto                                      |
| Vanessa Bell Calloway | Imani Izzi                                   |
| Paul Bates            | Oha                                          |
| Nomzamo Mbatha        | Mirembe                                      |
| Bella Murphy          | Omma                                         |
| Morgan Freeman        | Zichzelf                                     |
| Akiley Love           | Tinashe                                      |
| Rotimi                | Idi Izzi                                     |
| Louie Anderson        | Maurice                                      |
| John Legend           | Zichzelf                                     |

## Release
De film werd op 4 maart 2021 uitgebracht via streamingdienst Prime Video.